# پل (فیلم ۲۰۱۱)
پُل (به انگلیسی: Paul) عنوان فیلمی است آمریکایی در سبک علمی-تخیلی و کمدی که در تاریخ ۱۸ مارس ۲۰۱۱ اکران شد. کارگردان این فیلم گرگ موتلا است. این فیلم محصول مشترک انگلستان و آمریکا است.
اتفاقات این فیلم در نیومکزیکو تصویر برداری شده است.

## داستان
دو دوست انگلیسی (سیمون پگ و نیک فراست) که در یک جاده در آمریکا در حال مسافرت هستند در طول مسیر با یک غریبه فضایی با نام پائول برخورد می کنند. این غریبه تا مدتی در سرتاسر آمریکا تحت تعقیب جنایتکاران و ماجراجویان قرار می گیرد.